# Hygrosoma luculentum
Hygrosoma luculentum is een zee-egel uit de familie Echinothuriidae.
De wetenschappelijke naam van de soort werd in 1879 gepubliceerd door Alexander Agassiz.